# Amenemhat-Ânkh (vizir)
Pour les articles homonymes, voir Amenemhat-Ânkh.
Amenemhat-Ânkh est un vizir égyptien du Moyen Empire.
Il n'est connu que par une fausse porte brisée en granit rose ; les fragments contiennent son nom, deux titres (« dignitaire » et « vizir ») et la partie initiale de la formule d'offrande conventionnelle de l'Égypte antique. La fausse porte est de provenance inconnue, mais il est possible qu'elle ait été mise au jour par l'archéologue Jacques de Morgan à la fin du XIXe siècle, lors de ses fouilles à Dahchour. La trouvaille s'est ensuite retrouvée dans une vente aux enchères sur le catalogue de laquelle elle a été repérée en 1996. Elle est réapparue sur le marché de l'art en 2015.
Amenemhat-Ânkh est un nom basilophore, signifiant « Amenemhat vit » : Le nom Amenemhat est enfermé dans un cartouche, qui est une prérogative royale. On en a déduit qu'Amenemhat-Ânkh doit être daté au plus tôt de la XIIe dynastie, car les premiers pharaons nommés Amenemhat sont bien des membres de cette dynastie.